# Augusto Trujillo Arango
Augusto Trujillo Arango (* 5. August 1922 in Santa Rosa de Cabal, Risaralda, Kolumbien; † 24. Februar 2007 in Manizales) war Erzbischof von Tunja in Kolumbien.

## Leben
Augusto Trujillo Arango empfing am 6. August 1945 die Priesterweihe in Manizales. 1957 wurde er zum Weihbischof im Erzbistum Manizales sowie zum Titularbischof von Nisyrus bestellt. 1960 erfolgte durch Johannes XXIII. die Ernennung zum Bischof von Jericó, 1970 als Nachfolger von Ángel María Ocampo Berrio die Ernennung zum Erzbischof von Tunja. 1998 wurde seinem Rücktrittsgesuch von Johannes Paul II. stattgegeben.